# Andrea Tischer
Andrea Tischer (* 28. November 1982 als Andrea Schüller in Suhl) ist eine deutsche Scripted-Reality-Darstellerin.

## Leben und Wirken
Andrea Tischer, die als Tochter eines Tontechnikers in Suhl zur Welt kam, absolvierte eine Ausbildung zur Fachangestellten für Medien- und Informationsdienste in Ilmenau. Von 2004 bis 2008 war sie in der Deutschen Nationalbibliothek Frankfurt als Magazinverwalterin tätig. Nach ihrem Ausscheiden aus dem Bibliotheksdienst wechselte sie für gut 10 Jahre in den Einzelhandel, bevor sie es wieder in ihre alte Thüringer Heimat verschlug. Sie zog nach Meiningen, wo sie eine Anstellung im Stadtarchiv fand.
Schon während ihrer Frankfurter Zeit hatte Tischer 2007 an einem Casting der Constantin Entertainment GmbH teilgenommen, dem knapp einen Monat später ein Angebot von Sat1 für die Gerichtsshow Alexander Hold folgen sollte. Dort verkörperte sie die als Zeugin vorgeladene Friseurin Simone Tellmann, die am Ende wegen Falschaussage verurteilt wird. Weitere TV-Auftritte schlossen sich an. Später sah man Tischer u. a. in der Fernsehserie Auf Streife und in der Quizshow  Ab durch die Mitte – Das schnellste Quiz der Welt. 2016 schlüpfte sie in der Richter-Alexander-Hold-Folge Böser Nachbar in die Rolle der Nicole Taneja, der vorgeworfen wird, einen Nachbarn schwer verletzt zu haben. Dieser hatte sie zuvor bezichtigt, eine Scheinehe mit einem Inder eingegangen zu sein. Mehrfach erhielt sie auch Statistenrollen in Fernsehproduktionen wie Der Fall Jakob von Metzler und Unterm Birnbaum. In Meiningen lernte sie den Kraftfahrer Martin Tischer kennen, den sie 2017 in der ersten Folge der vierteiligen RTL II-Sendereihe Traut euch! In 12 Stunden zum Altar öffentlich heiratete. Die von Susan Sideropoulos moderierte Sendung wurde erstmals am 28. Februar 2018 ausgestrahlt.
2021 widmete das Meininger Tageblatt der Laiendarstellerin einen ganzseitigen Artikel mit dem Titel Irgendwann mal die Leiche im „Tatort“ sein.
Im Februar 2025 wurde bekannt, dass sich Andrea Tischer am 30. März 2025 für das Amt der Hütes-Holle zur Wahl stellen will. Die für drei Jahre gewählte Hütes-Holle ist die Repräsentantin der Stadt Meiningen und Hüterin des Rezeptes für die Meininger Klöße, im Volksmund „Hütes“ genannt. Im März zog Tischer ihre Teilnahme jedoch aus persönlichen Gründen zurück, so dass das Amt ohne Wahl an die einzige Mitbewerberin Christiane Reißig-Zöllig ging.

## Filmografie (Auswahl)
- 2008: Richter Alexander Hold – Staffel 7, Folge 22: Der sture Bock (Rolle: Simone Tellmann)
- 2011: Männer ticken, Frauen anders
- 2012: Richter Alexander Hold – Folge 1918: Böser Nachbar (aka Immer Ärger mit dem Krupke, Rolle: Nicole Taneja)
- 2012: Der Fall Jakob von Metzler
- 2013: Richter Alexander Hold – Staffel 12, Folge 12: Explosiv (Rolle: Astrid Wünsche)
- 2014: Im Namen der Gerechtigkeit – Folge 187: Schlag ins Gesicht (Rolle: Jeanette Biegner)
- 2015: Schicksale – und plötzlich ist alles anders
- 2015: Recht und Ordnung (nicht ausgestrahlt)
- 2015: Im Namen der Gerechtigkeit – Wir kämpfen für Sie! – Folge 257: Der geteilte Mann (Rolle: Betty Ludwigs)
- 2015: Ab durch die Mitte – Das schnellste Quiz der Welt
- 2016: Verdachtsfälle
- 2016: Auf Streife (2 Folgen)
- 2018: Traut euch! In 12 Stunden zum Altar
- 2018: Klinik am Südring – Staffel 2, Folge 114: Kind oder Karriere
- 2019: Unterm Birnbaum
- 2021: Klinik am Südring
- 2023: Barbara Salesch – Das Strafgericht – Staffel 3, Folge 42 (Rolle: Sabine Pfeffer)

## Theater
- 2021: Die Legende von den 365 Kindern, Schlosshofbühne, Meiningen